# Station Milsbeek
Station Milsbeek is een voormalig station gelegen bij het Nederlandse Milsbeek aan de noodspoorlijn tussen Gennep en Mook.
Het station is in februari 1945 door Britse militairen aangelegd als wisselplaats "Forest Loop" langs de Hawkins Link, onderdeel van de militaire spoorlijnen tussen Wijchen en Hommersum.
Na afloop van de Tweede Wereldoorlog is deze lijn op 11 juni 1945 overgedragen aan de NS. Wisselplaats "Forest Loop" werd omgedoopt tot "station Milsbeek". De spoorbrug bij Gennep was vernietigd in de oorlog en de spoorlijn Boxtel - Wesel werd omgeleid via dit spoor. Station Milsbeek was hieraan een halte tot aan de heropening van de spoorbrug in Gennep in 1950. Hierna werd het spoor alsmede station Milsbeek gesloten.
Beek-Elsloo ·
Blerick · 
Bunde · 
Chevremont · 
Echt ·
Eijsden ·
Eygelshoven ·
-Markt · 
Geleen:
-Lutterade · 
-Oost · 
Heerlen ·
-Woonboulevard ·
Hoensbroek · 
Horst-Sevenum · 
Houthem-Sint Gerlach · 
Kerkrade Centrum ·
Klimmen-Ransdaal · 
Landgraaf · 
Maastricht ·
-Noord · 
-Randwyck · 
Meerssen ·
Mook-Molenhoek ·
Nuth · 
Reuver · 
Roermond ·
Schin op Geul · 
Schinnen · 
Sittard · 
Spaubeek · 
Susteren · 
Swalmen · 
Tegelen · 
Valkenburg · 
Venlo · 
Venray ·
Voerendaal · 
Weert
Voormalige stations: zie de lijst van voormalige spoorwegstations in Limburg (Nederland)